# 座位牌

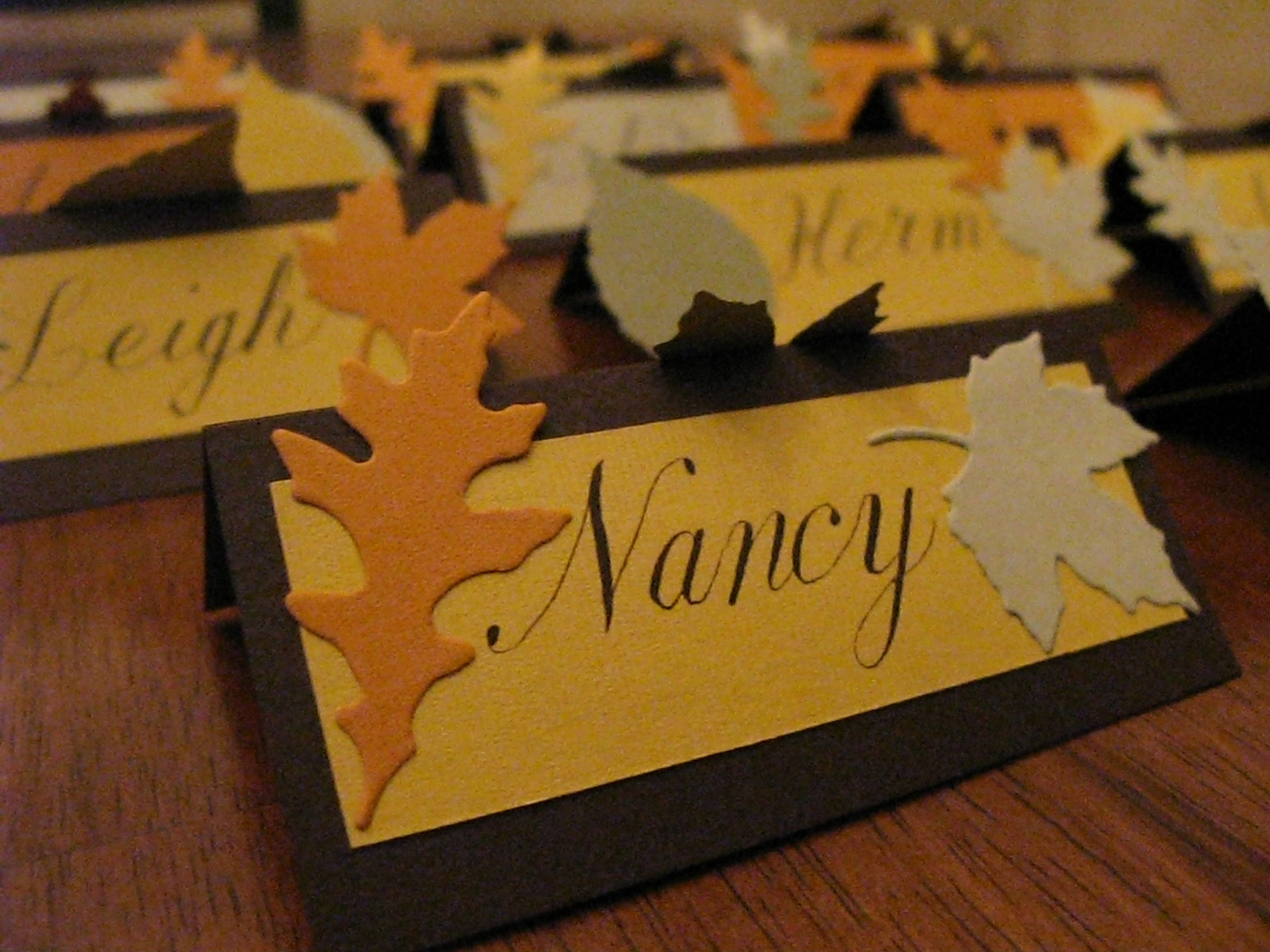
座位牌

座位牌又稱台卡或席卡，是一张纸或卡片，可以表明参加活动（如婚礼或宴會、會議）的客人的身份以及告知客人自己所要入座的位置。座位牌上會寫有客人的名字和桌号，並且座位牌上還會有設計過的圖案。 